# Obdulia
Obdulia  è un nome proprio di persona spagnolo femminile.

## Varianti
- Femminili: Obdula[3], Obedulia[3]
  - Ipocoristici: Dulia[4]
- Maschile: Obdulio

### Varianti in altre lingue
- Basco: Otule[2]
- Catalano: Obdulia[2]

## Origine e diffusione
Riprende il nome di una santa di Toledo, di origine incerta; secondo alcune fonti, sarebbe un adattamento fonetico del nome arabo maschile Abdullah, che vuol dire "servo di Dio". Viene talvolta confuso con il nome Odilia.

## Onomastico
L'onomastico viene festeggiato il 5 settembre in ricordo di santa Obdulia, suora e martire venerata a Toledo, la cui storia è andata perduta.

## Persone

### Variante maschile Obdulio
- Obdulio Diano, calciatore argentino
- Obdulio Trasante, calciatore uruguaiano
- Obdulio Varela, calciatore uruguaiano